# Лавришин Зіновій Васильович
Лавришин Зіновій Васильович (4 червня 1943, с. Рудники Львівської області  — 1 лютого 2017, Торонто, Канада) — український композитор, піаніст, диригент. Випускник Королівської консерваторії (1961) і Торонтського університету (1969). Вивчав фортепіанну гру в Парижі (1965—1966).

## Життєпис
Зеновій Лавришин народився 4 червня 1943 року в с. Рудниках (нині Стрийського району Львівської області), у сім'ї священика. Батько о. Василь Лавришин — із Красного, що на Рожнятівщині. Мати Марія — із родини Бобовників із Глібовичів. У батька був приємного тембру баритон, а мати була ученицею по класу фортепіано у Василя Барвінського. Навесні 1944-го родина Лавришиних емігрувала до Німеччини, а через п'ять років — до Канади, де оселилася в Торонто.
Перші уроки гри на фортепіано давав йому батько, а згодом хлопець навчався приватно в Катерини Гвоздецької, Лева Туркевича та Любки Колесси.
«Я вже тоді знав, що це — піаністка світової слави, — розповідає п. Зеновій. — У моїй пам'яті дотепер залишилися ілюстрації виконуваних нею творів. То була музика! Згадуючи ті часи, неодноразово ловлю себе на думці, наскільки важливими були мої зустрічі з такими великими людьми, як Любка й Христя Колесса, Михайло Голинський, Василь Тисяк, Йосип Гошуляк, Оленка Заклинська та Володимир Колесник. Усі вони залишили, хоч і не відразу, помітний відбиток у моєму житті».
Після закінчення школи Зенон вступив до Торонтської королівської консерваторії й навчався в класі проф. Е. Мосса. 17-річним юнаком він уже був добрим акомпаніатором. Під його музичний супровід співали такі відомі оперні та концертно-камерні співаки, як Михайло Голинський, Василь Тисяк, Йосип Гошуляк, Антоніна Піддубна, Стефанія Федчук, Раїса Садова й інші.
1961 року, коли консерваторію було закінчено, Зеновій створив молодіжний хор «Лісова пісня» та виступав із ним на різних концертах і імпрезах української спільноти. Протягом року навчався в професора Андре Жоліве в Парижі. Саме тут на світ з'явилися його хорові аранжування та солоспіви «Садок вишневий», «Вітер з гаєм розмовляє» та «Біла айстра любови».
Після року навчання композиції в Парижі він подався на Canada Council Grend для продовження студій. Але не отримавши вчасно підтвердження, вирішив повернутися до Торонто та вступив до університету на магістерку. Згодом Canada Council погодився прийняти цю зміну.
1967-го п. Лавришин, продовжуючи студії в університеті, став керівником мішаного хору «Боян». Саме із цим напрямком у музиці він пов'язав усе своє життя. Розпочав із дитячого хору «Чайка» в Гамільтоні, із яким здійснив низку концертних виступів у Канаді, США й навіть у Європі. У цей же час Зеновій Лавришин узявся до керівництва хором при церкві 
Св. Покрови.
Видатним його досягненням було диригування зведеними хорами в «Мессі-гол» 1967 року, а роком пізніше — зведеними хорами та симфонічним оркестром при виконанні духовних творів і власної кантати «Великий день» у Maple Leaf Gardens.
Менше знаними залишаються його інструментальні твори для симфонічного оркестру, камерних тріо, квартетів, квінтетів, соло для скрипки, віолончелі, дерев'яних духових інструментів тощо. Досить цікавими є його фортепіанний твір «Фантазія на шевченківські теми», дві симфонії, симфонія для арфи й фортепіано в супроводі симфонічного оркестру. І майже зовсім не знаною є оперна творчість композитора. На жаль, мало кому відомо, що він — автор опер Sammy й Orphan Princess.
Разом із Мартою Кравців-Барабаш Зеновій Лавришин ґрунтовно опрацював п'ять останніх томів 11-ти  томного видання «Українські народні мелодії» із серії народних перлин, продовживши розпочате ще композитором Зеновієм Лиськом. Перу композитора належить кілька музикознавчих праць, зокрема «Українська класична музика в Канаді» та «Рукописна спадщина А. Веделя».
Помітною в житті Торонто була організаторська й громадська діяльність митця. У вересні 1975-го Зенон Лавришин заснував тут Українсько-канадське оперне товариство. Цей почин підтримала українська громада міста, а також преса. Так, у газеті «Свобода» від 24 жовтня того року писалося: «Довгі роки це планувалося, і нарешті, проаналізувавши спроможності громади в потребі створення великих мистецьких форм для пропаганди рідної культури, гурток ентузіастів створив під патронатом Національного об'єднання в Торонто Товариство української опери в Канаді».
Найперше взялися за постановку опери «Запорожець за Дунаєм» С. Гулака-Артемовського. Вистави відбулися 4,5,6 й 7 грудня 1975 року в залі театру Королеви Єлизавети. Головні партії виконували Раїса Садова (Оксана), Стефанія Федчук (Одарка), Леонід Скірко (Карась), Віктор Шевелів (Султан), Андрій Сорока (Імам). Диригував оперою Зеновій Лавришин. Танці ставив Семен Джуган, а режисером був Орест Ковальський. Ця постановка української опери в Торонто стала помітною подією в житті української спільноти.
Особливо плідними на здобутки був 1978 рік, коли п. Лавришин був хормейстером новоствореного Українсько-канадського оперного хору та викладав курс історії музики на диригентських курсах у Едмонтоні.
У цей час продовжувало працювати й оперне товариство, засноване композитором. Його стараннями із 1 до 8 червня 1984-го було організовано в Торонто «Тиждень української опери», який завершився великим дійством у театрі «Мак-Мілан». Зазначимо, що після цієї імпрези Зеновій Лавришин уступив керівництво товариством диригентові Володимиру Колеснику, а сам далі працював із хорами та більше уваги приділяв композиторській творчості. 1990 року разом із хором «Бурлака» композитор відвідав міста України Львів, Тернопіль, Рівне, Запоріжжя, Київ і диригував хором при могилі Т. Шевченка в Каневі.
Особливо наповненими творчістю були подальші десятиліття. За цей час доробок мистця поповнився численними аранжуваннями для різного виду хорів пісень легкого жанру композитора Богдана Весоловського, творами на слова Олега Ольжича, В. Самійленка, П. Грабовського та М. Вороного. І якщо вже й українські історики визнають, що західна діаспора зробила неоціненний внесок у збереження української духовної хорової музики, то в цьому є значна заслуга композитора Зенона Лавришина.